# Чернова, Наталья Георгиевна
Наталья Георгиевна Чернова (17 ноября 1977) — российская футболистка, выступавшая на позиции полузащитника.
Первой футбольной командой в была «Идель», в которой играла до конца 1998 года, а затем команда распалась. В 1994 помогла команде выйти из первой лиги (сыграла 13 матчей) в высшую. В 1995 году в высшей лиге провела за команду 16 матчей.
Следующей командой была «Вологжанка», но и она распалась.
Очередной сезон провела в «Волжанке» из Чебоксар. В сезоне забила 3 мяча: «Дон-Текс»—2 мяча и «Лада».
2001 год провела в самарском клубе «ЦСК ВВС», проведя в Чемпионате 15 матчей.
По окончании сезона вернулась в Уфу на тренерскую работу.

## Достижения
- Чемпион России: 2001